# Sabrina Claudio
Sabrina Claudio (Miami, 19 settembre 1996) è una cantautrice statunitense.

## Biografia
Di origini per metà cubane e per metà portoricane, Sabrina Claudio nasce e trascorre l'infanzia a Miami, per poi trasferirsi a Los Angeles, dove muove i primi passi nel mondo della musica. Ha cominciato registrando e pubblicando cover su YouTube e Twitter; il primo video pubblicato su YouTube divenne virale nel liceo che frequentava, e ciò la spinse a pensare di rendere il suo passatempo una professione, iniziando poi a pubblicare canzoni originali su SoundCloud. La maggior parte delle canzoni del suo primo album, About Time, sono state scritte da lei; la canzone Belong to You è stata remixata con la collaborazione del rapper 6lack, per il quale Sabrina ha aperto il FREE 6LACK TOUR 2017-2018.

## Stile musicale
Tra gli artisti che l'hanno maggiormente influenzata, Sabrina cita Usher, Destiny's Child, Boyz II Men, Lauryn Hill, Alicia Keys e Frank Ocean. La salsa e il merengue hanno giocato una parte importante, date le sue origini latine; 
Sabrina afferma comunque di essere influenzata da qualunque cosa sia in grado di ispirarla, sebbene abbia una predilezione per il rhythm and blues, jazz e bossa nova.

## Discografia

### Album
- 2017 – About Time
- 2018 – No Rain, No Flowers
- 2019 – Truth Is
- 2022 – Based on a Feeling
- 2025 – Fall In Love With Her

### EP
- 2017 - Confidently Lost
- 2018 – Don't Let Me Down/All to You
- 2020 - Christmas Blues

### Raccolte
- 2023 – Archives & Lullabies

### Singoli
come artista principale
- 2017 – Confidently Lost
- 2018 – All to You
- 2018 – Messages From Her
- 2018 – Numb
- 2019 - Energy di Burns con ASAP Rocky
- 2019 – All My Love (con Wale)
- 2020 – Warm December
- 2020 – Winter Time (con Alicia Keys)
- 2020 – Christmas Blues (con The Weeknd)
- 2022 – Put On Repeat
- 2023 – Modo Avión

come artista ospite
- 2020 – SBCNCSLY (con Black Coffee)
- 2020 – Come Away (con Sad Monkey e Kaskade)
- 2023 – Inhale/Exhale (con Austin Millz)